# 澳洲鏢鱸
澳洲鏢鱸為輻鰭魚綱鱸形目鱸亞目河鱸科鏢鱸屬的其中一種，被IUCN列為次級保育類動物，分布於墨西哥北部的孔喬斯河流域，體長可達5.5公分，棲息在中底層水域。